# The Nomad Soul
The Nomad Soul (Omikron: The Nomad Soul en Amérique du Nord, parfois simplement Omikron ou Nomad Soul) est un jeu d'action-aventure développé par Quantic Dream et édité par Eidos Interactive sur PC (Windows) en octobre 1999. Le jeu est porté sur Dreamcast en mai 2000.
Dans un univers futuriste en trois dimensions, le joueur explore son environnement, la ville d'Omikron,  placée sous le contrôle d'un ordinateur intelligent et enfermée sous un dôme de verre la protégeant du violent climat extérieur. Il officie sous l'identité d'un policier de la ville dont il a investi le corps, et enquête sur des meurtres en série et peut transférer son esprit dans trente personnages différents, afin d'avancer dans l'histoire et découvrir certains aspects surnaturels liés à l'histoire ancienne de la ville. Le jeu se déroule tantôt dans une vue à la troisième personne ou latérale dans les combats à mains nues et à la première personne dans les combats armés.
Le réalisateur David Cage commence à écrire le scénario en 1994 puis signe un contrat d'édition avec Eidos en 1997. David Bowie compose la musique en coopération avec Reeves Gabrels, produisant dix chansons originales. Le développement prend deux ans et demi.
The Nomad Soul est globalement bien accueilli par la presse spécialisée lors de sa sortie, les critiques faisant l'éloge des graphismes, de la bande-son, de l'histoire, du mécanisme de réincarnation, du système de combat. Quelques bémols sont soulevés, comme la qualité des contrôles, les temps de chargement et les multiples genres de jeu. Le jeu s'écoule à plus de 600 000 exemplaires, principalement en Europe. Dès 2000, une suite est mise en chantier, mais finalement annulée.

## Trame

### Univers
The Nomad Soul se déroule dans un univers de science-fiction représenté en trois dimensions constitué d'une ville connue sous le nom d'Omikron, une métropole densément peuplée située dans le monde appelé Phaenon,. Ce monde dépeint un monde futuriste mêlant la technologie dans un univers glauque, mais aussi la magie et la religion, possédant son lot de meurtres, de prostituées et de démons,. Il possède aussi un background heroic fantasy, avec la recherche d'une épée magique et du Livre vert, un livre de magie. Le jeu aux apparences de thriller sur fond de théorie du complot dans un univers de science-fiction, propose en toile de fond le thème récurrent du bien luttant contre le mal, dans une ville où seules quelques personnes sont au fait de l'activité démoniaque, entraînant le protagoniste dans une lutte clandestine.
Omikron est une ville au régime politique totalitaire, à l'ambiance cyberpunk subversive. La ville regorge de supermarchés, de temples et de bibliothèques transformés en club de striptease, de sex shops, dans des rues affichant des publicités satyriques. Le scénario participe également à l'aspect subversif de cet univers puisqu'il relate l'histoire un policier qui commence interroger les ennemis de l'État, puis rejoint la résistance. La ville est protégée sous un énorme dôme de cristal, qui a pour but de la protéger de la glaciation que Phaenon a subi, après l'extinction de son soleil. Elle est placée sous le contrôle d'un ordinateur intelligent dénommé Ix. Quatre secteurs différents composent cette métropole, appelés Anekbah, Qalisar, Jaunpur, et Lahoreh. L'impossibilité pour les habitants de quitter leur secteur respectif a favorisé le développement de styles de vie et d'architectures spécifiques dans chacun d'entre eux. Chaque quartier comporte une architecture et une faune spécifique, des populations endémiques. Omikron comporte des catacombes labyrinthiques, des plaines enneigées, une cité flottant dans les airs et une ville futuriste. La ville comporte un quartier chaud illuminé de néons, un quartier à la population nomade inspiré de la culture arabe dans son architecture. Une partie de la ville souterraine présente un réseau de canaux ressemblant à Venise.

### Personnages
Le joueur joue son propre rôle, prenant possession du corps de Kay'l (nom complet Kay'l 669), un policier de la ville qui enquête sur des meurtres en série,. Il n'est pas le seul avatar du jeu, puisqu'il meurt au cours du jeu, obligeant le joueur à changer de corps. Le joueur a la capacité de transférer son esprit dans le corps de trente personnages différents,. Ainsi, le jeu brise continuellement le quatrième mur dès la première scène d'introduction, en plaçant le joueur dans sa condition au cœur même de l'intrigue,.
Boz est un être mystique qui n'existe que sous forme purement électronique sur les réseaux informatiques d'Omikron, qui dirige un ancien ordre religieux.

### Scénario
L'officier de police nommé Kay'l emprunte une brèche dimensionnelle, et survient dans l'univers parallèle où se situe le joueur, pour lui demander son aide afin de sauver son monde. Il lui propose ainsi de rejoindre la ville d'Omikron, en transférant son esprit dans son corps. Dès son arrivée dans la métropole, le joueur reprend l'enquête sur les meurtres en série sur laquelle Kay'l et son partenaire travaillaient précédemment. Il commence ses investigations dans le secteur d'Anekbah, où il découvre des informations suggérant que le tueur en série qu'il recherche n'est pas humain, mais un démon. Les membres d'un mouvement antigouvernemental apparemment clandestin prennent contact avec le joueur et confirment ces soupçons. L'enquête suit son cours et dévoile que l'un des chefs de la police d'Omikron, le commandant Gandhar, est un démon caché derrière l'apparence d'un être humain, qui attire des âmes humaines vers Omikron depuis d'autres dimensions, par le biais du jeu. L'appel à l'aide de Kay'l se révèle alors être un piège ; si le personnage joueur meurt, l'être humain jouant au jeu vidéo perd son âme pour toujours. Plusieurs démons tentent de mettre fin à la vie de l'avatar du joueur, mais ce dernier parvient à éliminer Gandhar grâce à des armes surnaturelles,.
À la suite de cette victoire, le mouvement antigouvernemental, qui s'avère être appelé Les Éveillés, invite le joueur à les rejoindre. Les événements les conduisent à collaborer avec un ancien ordre religieux dirigé par Boz, un être mystique qui n'existe que sous forme purement électronique sur les réseaux informatiques d'Omikron. Les Éveillés appellent le protagoniste l'« âme nomade », car ils ont la capacité de changer de corps à volonté. L'âme nomade apprend par la suite que les événements se déroulant à Omikron ne sont que le prolongement d'une vieille bataille entre l'humanité et les démons menés par le puissant Astaroth. Ce dernier a été banni dans les profondeurs d'Omikron de nombreuses années auparavant. Il régénère lentement son pouvoir grâce aux démons qui collectent des âmes et usurpent l'identité des membres du gouvernement. L'âme nomade exploite une technologie magique ancienne pour détruire Astaroth, puis retourne dans sa propre dimension,.

## Système de jeu
The Nomad Soul est un jeu d'action-aventure se déroulant dans un univers en trois dimensions en monde ouvert. Le jeu se déroule tantôt dans une vue à la troisième personne ou latérale dans les combats à mains nues et à la première personne dans les combats armés. Les avatars incarnés par le joueur peuvent se déplacer librement dans ce monde ouvert, en marchant, en courant, en utilisant un véhicule appelé Slider ou en prenant des ascenseurs pour atteindre les appartements et les bureaux. L'avatar peut également nager,. Ainsi, le jeu propose plusieurs genres de jeu. Ce jeu d'action et d'aventure propose certaines phases comme du jeu de tir à la première personne, du jeu de combat en 3D, des aspects de jeu vidéo de rôle, mais aussi de la conduite.
Durant les combats, l'avatar peut se décaler, sauter, s'accroupir, frapper des poings et donner des coups de pied. Des mouvements spéciaux peuvent être effectués grâce à certaines combinaisons. Le personnage possède un niveau de mana alimenté par des potions, lui permettant de lancer des sorts,. Le personnage peut réaliser toute une panoplie de coups portés aux poings, aux pieds, de prises et de lancers, mais aussi des esquives et des combos. Le jeu intègre un espace permettant de s'entraîner aux phases de combat.
Les compétences telles que le combat, la vitesse, l'esquive et la résistance aux dégâts s'améliorent avec la pratique,.
Le joueur peut utiliser des sorts qu'il apprend à mesure qu'il avance dans l'intrigue, comme le tremblement de terre, la télépathie, la télékinésie, la résurrection.
L'effort physique épuise l'énergie de l'avatar, et peut être régénéré avec des trousses de soin, de la nourriture, des boissons ou des potions spéciales. En cas de mort, l'esprit du joueur se réincarne dans le corps du premier personnage non-joueur qui interagit avec lui ou le plus proche. Il peut se réincarner dans plus de quarante personnages différents,,.
Le joueur peut acheter des objets dans les magasins. Le personnage principal possède une sorte d'ordinateur sur l'avant bras. Les discussions avec les personnages non-joueurs, la collecte d'objets et la consultations de messages sont des phases de jeu cruciales pour progresser dans l'intrigue. Ces derniers sont accessibles grâce à un terminal informatique appelé SNEAK, qui permet entre autres d'accéder aux informations sur les personnages, d'appeler des Sliders, ouvrir l'inventaire et se tenir au courant de fait essentiels à la progression dans le récit. Les objets peuvent être utilisés, examinés et stockés dans l'inventaire. Les anneaux magiques permettent de sauvegarder l'avancement de la partie à des endroits précis, mais aussi d'acheter des conseils pour obtenir des informations clés concernant les personnages non-joueurs et l'intrigue. Quand l'inventaire est plein, les objets peuvent être déposés dans un inventaire plus grand, le Multiplan Virtual Locker.

## Développement

### Genèse

#### David Cage et sa lassitude du métier de musicien
David Cage est féru de littérature, de sport mais aussi de musique. Il se met notamment au piano dès l'âge de cinq ans et compose à onze ans. Il fréquente les studio parisiens dès l'âge de seize ans. Après des études très courtes dans sa région natale dans l'est de la France à Mulhouse puis Strasbourg, il s'installe à Paris, et commence à composer pour les éditeurs de jeu vidéo. Il observe et apprend les rouages du monde du jeu vidéo, pendant cinq à six année auprès d'éditeurs tels que Virgin Interactive, Cryo Interactive, ou JVC, dans un contexte particulier, favorable pour la musique puisque le support CD-ROM dans le jeu vidéo est en pleine démocratisation, permettant un travail de plus grande ampleur pour les musiciens des jeux. Il participe à des jeux tels que Super Dany, Cheese Cat-Astrophe starring Speedy Gonzales, Timecop ou Hardline.
Cage suit ainsi une carrière de compositeur de musique de jeu vidéo, mais aussi de publicité ou de chansons, depuis près de quinze ans. Mais celui-ci a l'impression d'être à la fin d'un cycle, et d'en avoir terminé avec la musique. Il ressent une certaine lassitude, qui le pousse à élaborer le scénario d'un jeu vidéo. Il cultive une passion pour l'écriture et son intérêt pour les jeux vidéo, le pousse à débuter l'écriture de The Nomad Soul en 1994, le jeu auquel il a « toujours voulu jouer ».

#### Genèse d'un scénario et deQuantic Dream
« Je rêvais d'un jeu avec une ville en monde ouvert où je pourrais aller où je veux, rencontrer n'importe qui, utiliser des véhicules, combattre et transférer mon âme dans un autre corps », explique David Cage. Il écrit tous les soirs sur son temps libre, aucune ligne de code, mais seulement un concept et une histoire.

« David, c'est impossible. Ce n'est pas techniquement faisable, n'y pense même pas. »

Le script donne naissance à un document de 200 pages, qu'il distribue à ses contacts dans l'industrie vidéoludique. Les retours sont bons, mais ceux-ci répondent par la négative, rajoutant que l'idée est « techniquement impossible ». Cependant, Cage, qui n'apprécie en général pas entendre dire « c'est impossible », se lance le défi d'essayer de le faire, pour savoir si cela l'est réellement. Avec l'aide d'amis du métier concepteurs de jeu, programmeurs et infographistes, possédant une expérience dans le développement de jeu vidéo, Cage décide de créer un prototype, le soir après les heures de travail. Quand cette démo qui fonctionne sur PlayStation est prête, Cage la montre à des éditeurs en Europe et n'obtient que des réponses telles que « oui, pas mal, c'est pas mal ; mais vous savez, la Playstation est une mode, et elle va passer ». Cage se rend alors aux États-Unis pour présenter la démo à tous les éditeurs nord-américains et obtient les mêmes réponses. Ceux-ci lui conseillent de faire quelque chose sur PC.
Cage décide alors de réaliser une démo sur PC, mais ses amis ne sont pas motivé à refaire encore une démo. Il leur propose alors un emploi, grâce à un apport financier de son père et l'argent qu'il a gagné en tant que musicien durant la première partie de sa carrière. Certains refusent, préférant la sécurité en restant notamment chez Cryo Interactive, mais il embauche cinq d'entre-eux (il est parfois rapporté le nombre de six personnes embauchées). Il transforme alors l'une de ses cabines insonorisées du studio d'enregistrement qu'il a acheté à Paris, et qui appartenait auparavant au chanteur belge Jacques Brel, en bureau où il y met des ordinateurs, conservant la seconde afin de pouvoir continuer à travailler dans le secteur du son,,,. En l'occurrence, Cage ne peut financer ce projet que pendant six mois, et payer ses amis qu'il emploie comme des salariés classiques, avec des horaires fixes et un objectif précis. Ce dernier consiste à réaliser un moteur et un prototype du jeu. Le développement du jeu débute le 2 mai 1997, le studio Quantic Dream est lui créé le 3 juin 1997,. Cage tient à payer ses amis afin de pouvoir exiger quelque chose d'eux, leur demander d'être à l'heure le matin et de travailler de longues journées. De par sa constitution, le bureau insonorisé sans fenêtre est bruyant, et il y faut chaud, et les six personnes travaillent entassées pendant plusieurs mois « dans ces quatre murs »,. Le rythme de travail est dès le départ effréné car l'ultimatum des six mois est déjà là. Lors d'une interview donnée en 2011, Cage se demande comment ils ont pu réaliser la démo en si peu de temps. Il relate qu'à l'époque, l'équipe ne croit pas ca possible. Il précise : au départ, mes amis « m'ont pris pour un fou, on parlait de donner vie à une ville entière ! », à l'époque où les jeux vidéo en trois dimensions en étaient à leur balbutiement,.

#### Signature avecEidos Interactive
La dernière semaine de ces six mois, en 1997, Cage n'a plus de financement, le projet n'a toujours pas d'éditeur, et l'équipe est nerveuse. Mais le prototype est prêt, et donne naissance à une démo, « impressionnante » selon les mots de Cage. Celui-ci se rend à Londres et passe quelques appels. Il téléphone à Eidos Interactive et propose à l'éditeur de visionner la démo. Cage traverse la capitale pour se rendre dans leurs locaux, avec sur le dos un sac noir d'une taille démesurée, contenant son ordinateur et le design document de 200 pages. Eidos apprécie la démo, présentée par un Cage en sueur. « Woah » commentent les responsables, quand il pose l'imposant dossier sur la table. Eidos est tellement impressionné par la démo que les responsables veulent signer dès le lendemain. de son côté, cage est tout aussi étonné par les réactions de l'éditeur. Cependant, il doit rentrer à Paris, et en outre, le contrat proposé est uniquement en anglais. Eidos refuse de le laisse retourner sur le vieux continent, et paye l'hôtel à Cage pour la nuit, puis traduit ce contrat en français dans la journée. Mais dès le soir, Cage doute, sent la nervosité monter et se méfie à l'idée de faire une mauvaise affaire. Le lendemain, il lit le contrat depuis le matin et fait rectifier quelques détails mineurs, tandis qu'Eidos impose de commencer la production dans le mois qui suit. Celui est finalement signé à midi, octroyant un budget de plusieurs millions de francs à Quantic Dream, trois jours avant que les réserves financières ne soient épuisées,,,. Cage relate que les membres de l'équipe « sont tous devenus fous » apprenant la nouvelle. « On n'y croyait pas » rajoute-t-il. The Nomad Soul entre en production complète un mois après. Quelques mois plus tard, un prototype est présenté très tôt dans le processus de développement, lors de l'Electronic Entertainment Expo de 1998.

### Conception

#### Technologie, programmation etgameplay
Philip Campbell, concepteur en chef de chez Eidos, participe à la conception du jeu. Il aborde de nombreux aspects du processus de développement du jeu. En l'occurrence, il intègre par la suite le studio Quantic Dream. Le jeu est produit par Anne Devouassoux, et chez Eidos, par Hervé Albertazzi de la structure britannique ainsi que par Tom Marx de la branche américaine,. L'équipe, composée au départ de moins de dix personnes, passe à 18 personnes en mars 1997 puis 35 à la fin du développement fin 1999. Olivier Demangel est manager du projet, chef des graphistes et Loïc Normand est directeur artistique,. La production du jeu est retardée d'un an, car le développement des outils a pris plus de temps que prévu. L'équipe de programmeur, chapeautée par Fabien Fessard, développe ses propres outils « relativement rudimentaires » pour créer le jeu,. Ceux-ci ont pour avantage de permettre aux concepteurs de moins être dépendant des programmeurs et ainsi gagner du temps. L'outil appelé GEM est un modeleur-mappeur dédié à la 3D en temps réel. GALE est un éditeur d'animation travaillant par arborescence, avec lequel les concepteurs assignent les contrôles. RAM est un outil qui gère tout ce qui n'est pas actif dans le jeu, comme les habitants, les caméras et le son. L'IAM (Intelligent Adventure Manager) permet par exemple d'associer des scripts, des décors et des actions, des déclencheurs en temps réel, une caméra, comme un éditeur de dialogue,. L'équipe parvient rapidement à les personnaliser selon ses besoins et ainsi gagner du temps, en facilitant le travail des concepteurs. Le moteur de jeu possède deux caméras différentes, une cinématique utilisée durant les scénette, et une seconde appelée interactive, utilisée durant toutes les phases de jeu.

« L'objectif principal [du jeu] est d'inclure de réelles phases de jeu typées arcade comme le combat à mains nues ou du jeu de tir dans un jeu d'aventure authentique. »

— David Cage
À l'inverse des projets dans lesquels la technologie dicte le gameplay, le game design s'effectue en toute liberté suivant la volonté des concepteurs, des solutions de programmation étant trouvées par la suite. L'idée est de permettre au joueur de faire ce qu'il veut. De nombreuses questions se posent concernant la liberté accordée au joueur, comme l'autoriser à utiliser le véhicule pour percuter un bâtiment ou un robot de la police, ou à frapper n'importe quel passant. Mais l'équipe décide de ne pas permettre ce genre de choses, car le concept du monde ouvert ne se prête pas bien aux exigences d'un scénario linéaire. Le jeu impose donc des contraintes afin de maîtriser le rythme du récit. L'équipe désire dans ce jeu mélanger plusieurs genres de jeu vidéo. Cage veut une ville en monde ouvert où il est possible d'aller n'importe où, de rencontrer n'importe qui, d'utiliser des véhicules, de combattre et transférer son âme dans un autre personnage. Il veut que tous ces genres soient proposés à tous moments dans le jeu, plutôt que traités et proposés séparément. Le mélange des différents genres est selon Cage la clef du succès du jeu. Si le développement des visuels et la conception sonore progresse normalement, l'assemblage de ces différents gameplay est plus difficile pour l'équipe. Elle doit garder un bon équilibre entre ces phases de jeu différentes et alterner avec les parties en lien avec le scénario. Les membres de l'équipe travaillent sur ces différentes formes de jeu comme un défi, provoquant une émulation positive en eux.

« C'était les stupidités d'un jeune game designer. Quelqu'un qui n'avait jamais fait de jeu auparavant et qui pensait : « autant tout faire ; pourquoi ne ferions-nous pas tout ? ». C’est parce que nous ne l'avons jamais fait nous-même, donc nous ne réalisions pas l'ampleur de ce que nous écrivions, parce que nous n’avions tout simplement pas d'expérience. C'était donc un jeu extrêmement ambitieux, qui était incroyablement douloureux à créer, dans des proportions totalement, totalement déraisonnables. Et c'était vraiment un travail monstrueux. Monstrueux. »

— David Cage, en 2015
Cage hésite au départ à introduire une vue à la première personne, car cela lui provoque des maux de tête et il persuadé que la vue à la troisième personne correspond plus au style du jeu. L'équipe est par ailleurs indécise quant au choix entre ces deux perspectives durant les phases de tir. Mais le succès de Half-Life pousse Eidos à exiger une vue à la première personne, ce qui est intégré, obligeant le moteur à réaliser des transitions d'une vue à l'autre, qui sont parfois critiquées par la presse. Cage considère a posteriori le rajout de la vue à la première personne comme une erreur,.
David Cage est amateur de jeux de combat semblables à Tekken, ainsi des phases de jeu similaires sont introduites. L'équipe se doit de réussir ces phases de jeu, et ainsi accorde une attention particulière à la réalisation, en amenant notamment de la variété et du réalisme. Quantic Dream s'appuie sur la capture de mouvement pour les phases de combat durant le jeu, puisque c'est Pascal Gentil, le champion français de taekwondo qui réalise les chorégraphies des différents coups portés.
La réincarnation, loin d'être accessoire, est un mécanisme essentiel du gameplay. Par le biais du transfert d'âme, il veut mettre le joueur dans le corps de quelqu'un d'autre, comme quand le personnage Kay'l fait l'amour à sa femme, alors qu'il est habité par l'âme du joueur. Cage explique ce choix de gameplay essentiel par l'interrogation « qui n'a jamais rêvé d'être quelqu'un d'autre ? ». Il rajoute « nous avions cette possibilité à Omikron, d'avoir une nouvelle vie, une nouvelle famille, un nouvel appartement ».

« C'était probablement l'une des premières tentatives de [jeu en] monde ouvert en 3D jamais réalisées, et c'était quelques années avant la sortie de GTA III. »

— Olivier demangel

#### Immersion, visuels et scénarisation
Cependant, l'équipe déclare que durant le processus la plus grande attention est accordée à la réalisation graphique du jeu, afin d'immerger le joueur dans cette réalité alternative. « La conception graphique a reçu une attention maximale », précise Cage, et rappelle l'approche différente que peut avoir un studio de développement français en matière de visuels, bien qu'il ait conscience de l'importance du gameplay. Philip Campbell dévoile que la première version de l'univers est complètement remaniée car elle est trop proche de celle du film Blade Runner, principale source d'inspiration pour Omikron jusque-là,. Selon Loïc Normand, les univers de science-fiction les plus réussis sont ceux dont les spectateurs semblent constater qu'il s'est développé sans eux, et qu'il est réellement vivant. L'équipe veut donc immerger le joueur dans un univers qui continue à vivre indépendamment de ses actions. Pour Cage, créer une ville sous un dôme évite de donner une impression de backlot à l'univers. Le quartier à la population nomade est très inspiré de la culture arabe dans son architecture, alors que la ville souterraine est inspirée de Venise et ses canaux. Sur demande d'Eidos qui n'apprécie pas le premier monstre que rencontre le joueur dans le jeu, celui est repensé en s'inspirant du monstre nommé Darkness du film Legend de Ridley Scott.
Afin de rendre l'univers crédible, l'équipe passe six mois à écrire l'histoire, à décrire les personnages, son système politique, son écologie, son histoire et sa géographie. Mais Cage ne veut pas que le joueur soit submergé de faits, de données et d'histoires ; celui-ci peut donc terminer le jeu avec un minimum d'informations, ou s'il le désire, a accès à tout ce background, grâce à la télévision d'Omikron ou les livres qu'il peut trouver et consulter.
L'équipe cherche à se rapprocher des standards du cinéma dans sa manière de raconter, de jouer et de réaliser. Elle veut offrir une expérience cinématographique, « avec une immersion complète, un bon jeu d'acteur, une bonne mise en scène, une liberté totale pour le joueur et la possibilité de réaliser un large éventail d'actions, y compris des combats et des tirs ». Si Eidos craint trop de comparaisons avec les jeux full motion video de l'époque, The Nomad Soul atteint la profondeur d'un film. L'équipe veut un scénario principal, et des rebondissements. Une année est nécessaire pour mettre le scénario sur pied, six mois pour l'histoire complète et trois mois de plus pour rédiger les dialogues. Le scénario reste l'idée première qui a conduit à la création du jeu, bien que l'équipe veuille un gameplay diversifié. Toutefois, Cage considère les préoccupations liées à la liberté trop importante laissée au joueur insignifiantes. Selon lui, la possibilité d'explorer toute la ville « détruit tout sens du rythme dans l'histoire ». Le jeu impose donc des contraintes afin de maîtriser le rythme du récit. The Nomad Soul est avant tout une « épopée émotionnelle et ambitieuse », mais le concept du monde ouvert ne se prête pas bien aux exigences d'un scénario linéaire.
Tous les personnages non-joueurs figurant dans l'univers permettent une interaction avec l'avatar, que leur rôle soit important ou pas dans l'intrigue. Chacun d'entre-eux intègre une synchronisation labiale adaptée à chaque phrase énoncée. Elle est réalisée par l'entreprise appelée Tribu. Chaque personnage réagit de manière différente en fonction des choix du joueur, et peuvent ainsi répondre avec gentillesse ou agressivité, avec un visage expressif. L'interaction avec les personnages est donc un élément important du jeu, puisqu'il permet également de découvrir tous les éléments de l'intrigue. Chaque objet inclut dans le jeu possède sa fonction.

#### Collaboration avec David Bowie

##### Choix de l'artiste et personnages
Au début du processus de production, Cage réalise une liste de noms d'artistes avec lesquels il voudrait travailler sur la bande-son, notamment Björk, Massive Attack, Archive et David Bowie. Les trois premiers ne montrent cependant que peu d'enthousiasme pour le projet. À la demande du concepteur principal d'Eidos, Philip Campbell, Bowie est finalement sollicité pour composer la musique, ce qu'il réalise en collaboration avec le guitariste Reeves Gabrels. Campbell est un fan de Bowie et fait même partie de son fan club depuis 1972. De son côté, si Bowie ne joue pas aux jeux vidéo, ou très peu, il concède avoir joué un peu à Tomb Raider, il a une certaine expérience des identités virtuelles, notamment grâce à son interprétation de Ziggy Stardust ou Thin White Duke. En outre, il est aussi aux avant-garde de la communication sur Internet dès le début des années 1990, notamment grâce à ses sites web, ou en 1998 lorsqu'il devient lui-même fournisseur d'accès à Internet, en lançant BowieNet. Alors même que personne ne croit que Quantic Dream puisse rencontrer Bowie, celui-ci répond immédiatement à la sollicitation. Il se rend chez Eidos, accompagné de son fils Duncan amateur de jeu vidéo (qui réalise plus tard un film de science-fiction sorti en 2009). La présence de Duncan joue un rôle déterminant dans les premières négociations avec Eidos, qui cherche à respecter sa vision de joueur. Dès que Bowie prend connaissance du contenu du projet, il décide d'en faire partie. Cependant, il n'a pas pour seul but de participer à la conception de la bande-son puisqu'il veut également intégrer physiquement ce monde virtuel et propose ses services.
Bowie prête ses traits à un personnage secondaire nommé Boz, ainsi qu'au chanteur du groupe musical appelé The Dreamers qui tient des concerts dans les différents bars la ville d'Omikron. L'équipe se demande comment intégrer la personnalité imposante de Bowie dans le jeu, il inspire ainsi cet aspect de recherche, des concerts de The Dreamers dans la ville. Il aborde le rôle de Boz comme celui d'un personnage classique qu'il aurait pu jouer dans un film. C'est Bowie qui propose le concept du groupe musical avec une version plus jeune de lui-même en tant que chanteur. Durant le développement, Bowie est intrigué par son double virtuel plus jeune, qui peut chanter et tenir des concerts. Il évoque l'idée d'abandonner son identité de David Bowie dans le jeu et de renaître sous celle de David Jones (son vrai nom). Le double rôle de Bowie dans le jeu est lié à l'obsession de Cage pour les identités schizophréniques. Gabrels et la bassiste Gail Ann Dorsey prêtent également chacun leur physique à un personnage du groupe,. Iman Bowie, l'épouse de David Bowie, donne également son apparence à un personnage dans lequel le joueur peut se réincarner,. La modélisation de ces personnages est réalisée grâce à la capture de mouvement. Les autres personnages des groupes sont programmés à la main. Bowie passe un mois à Paris pour réaliser les prises de vue, exécutées par une petite entreprise locale qui maitrise cette technique. L'équipe veut capturer les mouvements signatures de Bowie, mais celui-ci pense ne pas en avoir. Il fait intervenir son chorégraphe Edouard Locke, qui réalise des mouvements en imitant Bowie, qui sont également capturés. Par la suite, cage passe trente heures sur chaque concert pour filmer les avatars capturés avec le moteur du jeu, grâce à une caméra virtuelle.

##### Conception de la bande-son
« Nous voudrions utiliser "Heroes" ou une autre de vos chansons. »

— David Cage

« Non, non, je vais composer quelque chose d'original pour vous et nous verrons comment nous pouvons travailler ensemble. »

— David Bowie
Lors des premières négociations se déroulant à Londres, Quantic Dream propose en premier lieu à David Bowie d'intégrer certains des succès de son catalogue sous licence. Le studio propose des titres qualifiés d'« héroiques » par Campbell, notamment "Heroes" et Strangers When We Meet, pour étayer la révolution des habitants d'Omikron. Cependant, le studio est surpris quand Bowie propose autre chose, puisqu'il refuse l'utilisation de "Heroes", et veut faire toute la bande-son du jeu,,. Les réunions suivantes ont lieu dans un appartement loué à Paris, où Quantic dream fournit des visuels et des concept arts à l'artiste, bien avant l'écriture de la moindre note de musique.

« Nous avons été aussi surpris que tout le monde, lorsque Bowie a proposé d'écrire tout un « univers » de musiques originales pour la bande-son du jeu. »

— Philip Campbell
David Bowie compose huit chansons originales, en collaboration avec son guitariste et compositeur Reeves Gabrels, avec qui il travaille depuis 1989,. Ils passent deux semaines à Paris pour des sessions de travail, en collaboration avec Quantic Dream. La composition de la bande-son s'étale sur une année. Découvrant le jeu, Bowie précise avoir ressenti ce qu'il appelle une « pulsion émotionnelle froide ». Il précise avoir appréhendé la composition comme s'il le faisait pour un film. Sa priorité est d'imprégner le jeu de « sous-texte émotionnel », ce qu'il considère comme réussi. Il déclare être allé à l'opposé de la musique industrielle stéréotypée des jeux vidéo.
Cage relate que l'équipe a « vraiment apprécié » la collaboration avec Bowie et Gabrels. Selon lui, Bowie a su trouver quelque chose de « vraiment humain et différent », « là où la plupart des musiciens auraient écrit de la musique techno standard ». Il s'attend à des musiques « étranges et malsaines dans l'esprit des graphismes », mais Bowie « a donné exactement le contraire basé sur la guitare, le piano et la voix avec beaucoup de mélodies ». Cage dévoile que Bowie explique que la musique ne doit pas répéter l'ambiance graphique mais apporter quelque chose de nouveau, « étendre ce qu'elle raconte ». Campbell explique que Bowie a ouvert de nouvelles voies durant le développement, de par toutes les oppositions de son style, sa musique et de son univers par rapport à celui du projet original de Cage.
Dans le jeu, le joueur peut acheter un album virtuel des chansons, et peut l'utiliser dans l'appartement du personnage.
La sortie d'une bande originale est évoquée, sans annonce officielle, avant la sortie du jeu.
Les huit chansons conçues pour le jeu sont intégrées dans l'album 'hours...' avec des mixages différents. Il sort début octobre 1999. Il est également disponible en téléchargement, avant sa sortie.
Le musicien travaillant chez Quantic Dream, Xavier Despas, compose les bruitages et son du jeu ainsi que des musiques additionnelles.

### Bilan et différentes versions
The Nomad Soul est développé par le studio français Quantic Dream en deux ans et demi. L'équipe parvient à mettre en œuvre la plupart des idées envisagées pour le jeu. Cependant, le game design document de David Cage est beaucoup plus complet, Campbell dévoile que certains volumes entiers n'ont pas été utilisés. L'équipe manque tout de même de temps sur la fin et est obligé de rationaliser ses actions, et réduire certains environnement, notamment certains chapitres de la fin du scénario et le dernier secteur. Le « développement [s'avère] chaotique et extrêmement difficile » avec une équipe sous pression travaillant beaucoup, et des relations compliquées avec Eidos.

« Les derniers chapitres du jeu comportent beaucoup moins de choses que prévu. »

— Philip Campbell
La version portée sur Dreamcast intègre, de par l'architecture et les limitations techniques de la plate-forme, des visuels d'une qualité inférieure à ceux de la version PC, l'apparition de temps de chargements, des voix déformées et étranges, et termes parfois pas adaptés à la console (mais à l'ordinateur). Les limites matérielles posent certains problèmes aux concepteurs, notamment de mémoire, à cause des animations lors des séquences de combat.
Une version PlayStation est développée. Durant le processus, Eidos déclare que le portage de l'univers en trois dimensions du jeu et ses complexités techniques ne peuvent être gérés par la console et ses limitations techniques vis-à-vis du PC. Selon une source interne à Quantic Dream, les développeurs ne sont pas de cet avis. Olivier Nallet, responsable du portage, commente tout de même l'opération consistant à « mettre un éléphant dans une boîte à chaussures ! ». Cette version est menée à 70 % de son terme, en avril 2000, moment où le projet est annulé. Afin de contourner les limitations de stockage sur le CD-ROM PlayStation, les musiques de cette versions sont remixées et recoupées par David Bowie. Des previews de cette version sont pourtant effectuées à partir de l'année 1998, mais elle ne sort jamais,. L'équipe responsable du portage est replacée sur la version Dreamcast afin de se concentrer sur sa réussite, qui pour Eidos, semble celle qui engendrera le plus de ventes.

## Commercialisation
The Nomad Soul est publié par Eidos Interactive en Europe sur PC (Windows) le 29 octobre 1999. Square Enix, qui détient les droits d'édition du jeu à la suite du rachat d'Eidos en avril 2009, indique la date du 31 octobre 1999. Le jeu sort le 2 novembre 1999 en Amérique du Nord sous le titre Omikron: The Nomad Soul,. Certains sites web spécialisés dans le jeu vidéo rapportent parfois la date du 1er ou du 5 novembre 1999,. La version Dreamcast sort le 22 juin outre-atlantique et le lendemain, le 23 juin sur le vieux continent,.

Logo Omikron: The Nomad Soul.

Le jeu est réédité sur ordinateur en août 2001 dans la gamme à bas prix Premier Collection PC d'Eidos.
En mars 2013, la version PC dématérialisée du jeu est disponible en téléchargement sur GOG.com. La version numérique est également disponible en septembre 2013 sur Steam dans de nombreux pays, mais pas en France,.
Quelques jours après la disparition de David Bowie en janvier 2016, Square Enix, qui possède les droits concernant le jeu depuis 2009, propose gratuitement le téléchargement de The Nomad Soul sur Steam durant une semaine, du 15 au 22 janvier, en hommage au chanteur. Le jeu, acquis via un code promo Steam obtenu sur le site de l'éditeur, est également disponible en France à partir du 18 janvier, à la suite des réclamations des joueurs.

## Divers
Trente personnages sont incarnables. Ils varient d'un agent-enquêteur à un héros mythique en passant par une infirmière, un mercenaire cyborg, une danseuse de peep-show... L'intérêt de changer de corps est largement enrichi par le fait que chaque « incarnat » possède ses propres caractéristiques (force, endurance, talents de combattant(e)...), et visiter son appartement permettra de collecter de nouveaux objets.
Dans un jardin du quartier de Jaunpur, il est possible de ramasser des fruits nommés Wiki. Ils redonnent de l'énergie au joueur s'ils sont mangés, et entrent aussi dans la composition de certains sorts.

## Accueil

### Ventes
Malgré un succès critique, The Nomad Soul ne devient pas un gros succès commercial. Il s'écoule à 600 000 exemplaires,. Avant la sortie du jeu en Amérique du Nord, Eidos impose le changement de titre, mais doute toujours du succès. La sortie est donc peu appuyée par l'éditeur. Les ventes en Europe sont estimées entre 400 000 à 500 000 unités, et restent très faibles outre-atlantique. Cage attribue cette contre-performance aux manques efforts de la part d'Eidos, pour promouvoir le jeu sur ce marché. A posteriori, Cage déclare que « la science-fiction cyberpunk hardcore est vraiment une niche ».

« Eidos n'a pas du tout aidé le jeu, ce qui fut très décevant. [...] C'était trop artistique, trop français, c'était trop « quelque chose » pour le département marketing américain. »

— David Cage

## Postérité

### Importance, influence
The Nomad Soul obtient le statut de « jeu culte », parfois qualifié de « révolutionnaire », d'« OVNI », ou d'« en avance sur son temps », renforcé par la participation de l'icône pop David Bowie, qui donne naissance à l'album 'hours...',. Pour Retro Gamer, la presse de l'époque de la sortie du jeu est partagée sur son aspect révolutionnaire. Le magazine considère qu'il est vu par la presse comme un jeu « qui a trop essayé », et par les fans comme un « chef-d'œuvre imparfait ». The Nomad Soul et ses ambitions, permettent toutefois à Quantic Dream de s'installer durablement dans le paysage vidéoludique. C'est un jeu vidéo clef dans l'évolution des environnements en monde ouvert Selon Philip Campbell, concepteur principal du jeu, The Nomad Soul « a inspiré de nombreux développeurs ». Pour Retro Gamer, l'inclusion des musiques de Bowie est l'aspect le plus ambitieux du jeu. Le jeu marque également l'arrivée de David Cage, parfois depuis comparé aux réalisateurs français François Truffaut ou Jean-Luc Godard.
C'est la première fois qu'un artiste réel tient un concert dans un jeu vidéo et la première fois qu'un artiste qui a réalisé la bande-son figure dans le jeu en question. Par la suite, plusieurs chansons du catalogue de David Bowie sont intégrées sous licence dans divers jeux, notamment Space Oddity dans Alan Wake en 2010, ou Let's Dance dans Lego Rock Band sorti en 2009, dans lequel figure une version numérique de Bowie en Lego.
En 2000, Quantic Dream déménage à Montreuil, passant de 39 à 70 collaborateurs.
Selon cage, les jeux de Quantic Dream comme Fahrenheit et Heavy Rain sont conçus en réaction à ce qu'il a découvert en créant The Nomad Soul, qualifiant celui-ci de genèse de tout ce qu'il a fait depuis.

### Suite
Dès le mois de janvier 2000, Quantic Dream travaille sur une suite, le projet en est aux premiers stades de développement. Le développement est censé durer vingt mois, pour une sortie en 2001. Au début du développement, Cage compte intégrer une personnalité connue, comme un chanteur, un acteur ou un réalisateur. L'équipe veut développer la version principale sur PlayStation 2, la décision restant à Eidos, avec un moteur de jeu amélioré, et une meilleure intégration de l'action dans l'histoire. Elle veut proposer uniquement une vue à la troisième personne, sans tir à la première personne et sans séquence de combat. L'objectif est d'aller plus loin et d'offrir plus d'immersion, plus de liberté. L'intrigue d'Omikron 2 se déroule deux cents ans après les événements survenant dans The Nomad Soul, dans une nouvelle ville, dominée par une nouvelle religion appelée Techno. Dans cette cité reconstruite par-dessus Omikron lorsque les démons ont disparu, une nouvelle ère de progrès technologique a émergé, le réseau est devenu omniprésent. Cette religion prône la fusion de l'homme et de la machine, seul moyen de se libérer des contraintes de leur corps physique, et a ainsi pour dessein d'éradiquer toute la population humaine en transférant leurs âmes dans le réseau.
À l'approche de la fin de l'année 2000, le titre se voit greffer un sous-titre, Nomad Soul: Exodus. Le jeu réapparaît toujours en développement en mars, puis juillet 2005 dans la presse sous le titre Omikron 2 sur PC, PlayStation 3 et Xbox 360,,. En février 2006, Quantic Dream prévoit une sortie tardive, « pas avant 2009 ». À cette période, le jeu est appelé Omikron: Karma. En juin 2008, Quantic Dream indique que le développement du jeu a été abandonné au profit du projet Heavy Rain, afin de permettre aux équipes de se concentrer sur son développement.